# Meitetsu

Mapa da rede

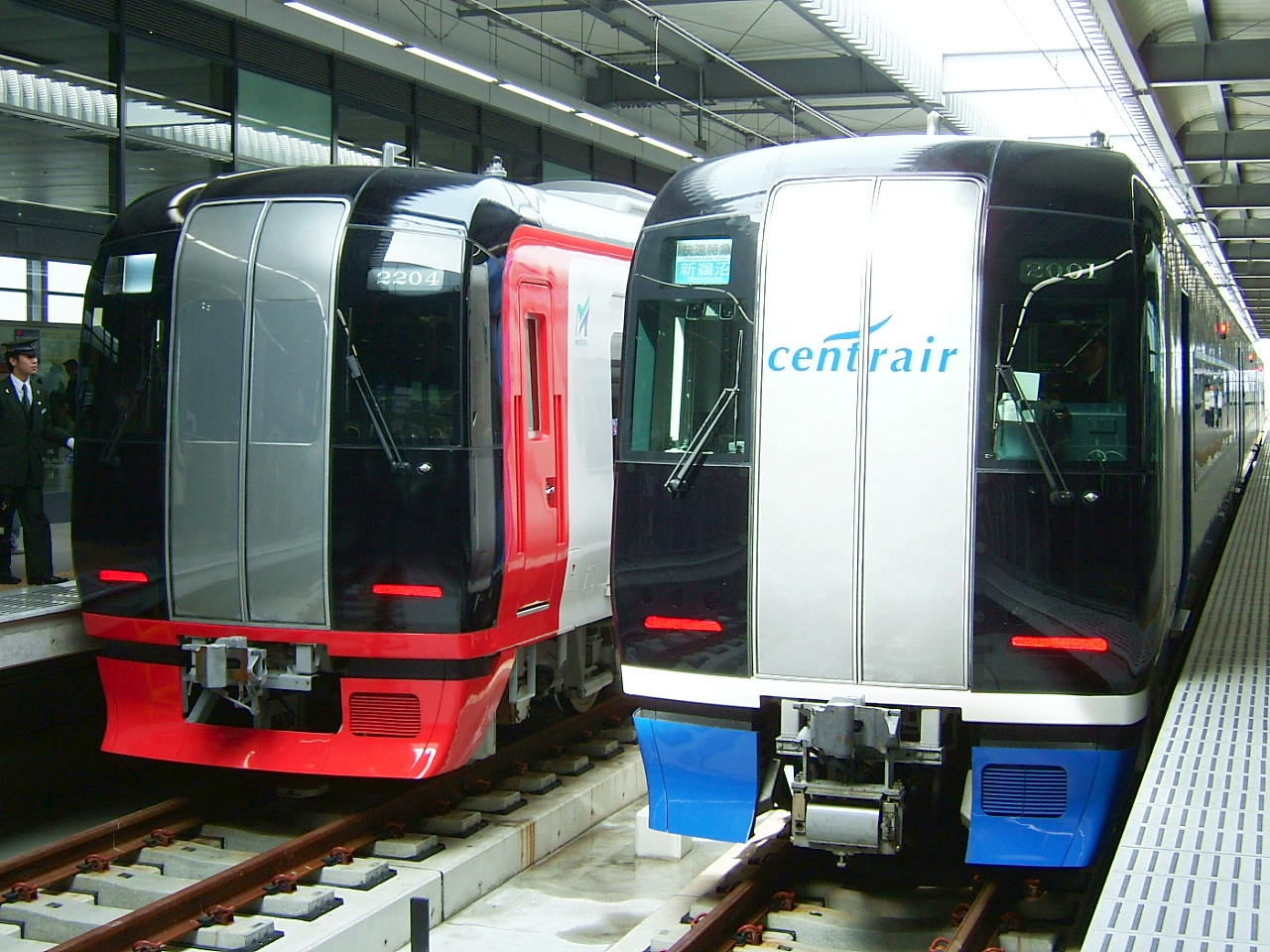
Os trens que vão ao Aeroporto Internacional Centrair

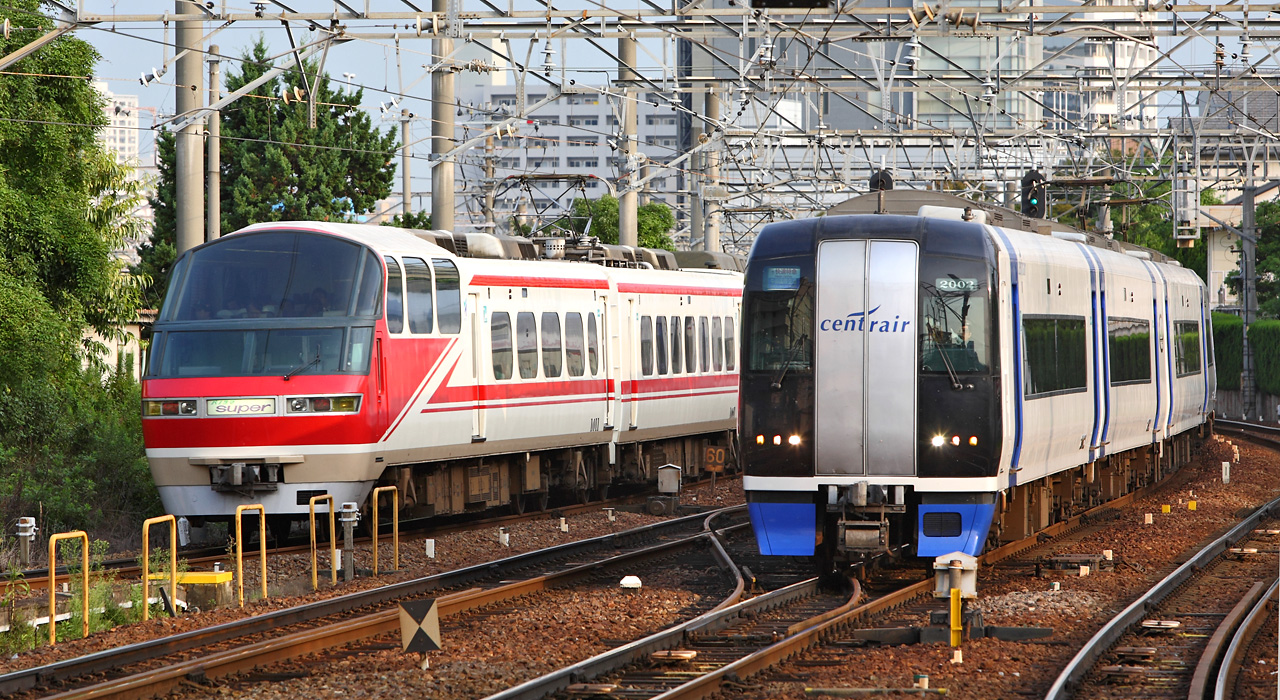
Séries 1000 e 2000

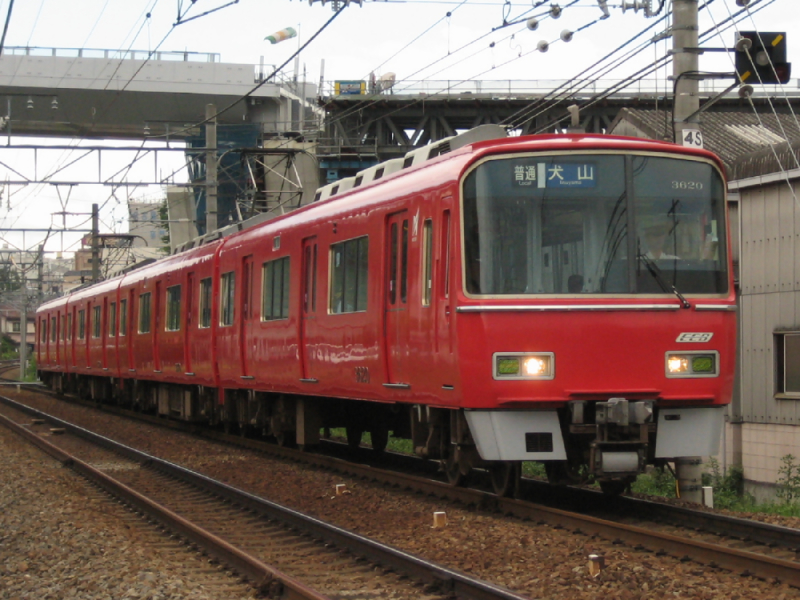
Série 3500

Linha Meitetsu (名鉄), forma abreviada de Nagoya Tetsudô Kabushiki-gaisha (名古屋鉄道株式会社), é uma companhia férrea do Japão que opera nas províncias de Aichi e Gifu. Fundada em 1894, é uma das mais antigas companhias férreas privadas do Japão. A Meitetsu incorporou várias pequenas ferrovias pertecentes a diferentes companhias, formando a Meitetsu atual.
Em 31 de Março de 2010, a Meitetsu operava 444.2 km de trilhos, 275 estações e 1090 vagões.

## Linhas
| Direção                       | Nome                  | Japonês    | Terminais                                   | Comprimento (Km) |
| ----------------------------- | --------------------- | ---------- | ------------------------------------------- | ---------------- |
| Principal                     | NH Linha Nagoya       | 名古屋本線 | Toyohashi - Meitetsu-Gifu                   | 99,8             |
| Oeste de Aichi e Gifu         | TH Linha Hashima      | 羽島線     | Shin Hasima - Egira                         | 1,3              |
| Oeste de Aichi e Gifu         | TH Linha Takehana     | 竹鼻線     | Kasamatsu - Egira                           | 10,3             |
| Oeste de Aichi e Gifu         | TB BS Linha Bisai     | 尾西線     | Yatomi - Tamanoi                            | 30,9             |
| Oeste de Aichi e Gifu         | TB Linha Tsushima     | 津島線     | Sukaguchi - Tsushima                        | 11,8             |
| Norte de Aichi e Chūnō (Gifu) | KG Linha Kakamigahara | 各務原線   | Meitetsu-Gifu - Shin-Unuma                  | 17,6             |
| Norte de Aichi e Chūnō (Gifu) | IY Linha Inuyama1     | 犬山線     | Biwajima Junction - Shin-Unuma              | 26,8             |
| Norte de Aichi e Chūnō (Gifu) | HM Linha Hiromi       | 広見線     | Inuyama - Mitake                            | 22,3             |
| Norte de Aichi e Chūnō (Gifu) | KM Linha Komaki2      | 小牧線     | Kami-Īda - Inuyama                          | 20,4             |
| Península Chita               | CH Linha Chikkō       | 築港線     | Ōe - Higashi-Nagoyakō                       | 1,5              |
| Península Chita               | TA Linha Tokoname     | 常滑線     | Jingu-mae - Tokoname                        | 29,3             |
| Península Chita               | TA Linha Kūkō         | 空港線     | Tokoname - Aeroporto Internacional de Chūbu | 4,2              |
| Península Chita               | KC Linha Kōwa         | 河和線     | Ōtagawa - Kōwa                              | 28,8             |
| Península Chita               | KC Linha Chita        | 知多新線   | Fuki - Utsumi                               | 13,9             |
| Mikawa (leste de Aichi)       | TT Linha Toyota1      | 豊田線     | Umetsubo - Akaike                           | 15,2             |
| Mikawa (leste de Aichi)       | MU MY Linha Mikawa    | 三河線     | Sanage - Hekinan                            | 39,8             |
| Mikawa (leste de Aichi)       | GN Linha Nishio       | 西尾線     | Shin-Anjo - Kira-Yoshida                    | 24,7             |
| Mikawa (leste de Aichi)       | GN Linha Gamagōri     | 蒲郡線     | Kira-Yoshida - Gamagōri                     | 17,6             |
| Mikawa (leste de Aichi)       | TK Linha Toyokawa     | 豊川線     | Kō - Toyokawa-Inari                         | 7,2              |
| Independente                  | ST Linha Seto         | 瀬戸線     | Sakaemachi - Owari Seto                     | 20,6             |

1 Operando juntamente com Metrô Municipal de Nagoya ■ Linha Tsurumai

2 Operando juntamente com Metrô Municipal de Nagoya ■ Linha Kamiiida